# Équipe cycliste La Sportive
L'équipe cycliste La Sportive, est une équipe cycliste française de cyclisme professionnel sur route, active entre 1919 et 1921.

## Histoire
De nombreux fabricants de bicyclettes parrainent des équipes cyclistes au début du XXe siècle. Elles souffrent pendant la première Guerre mondiale, et certaines usines sont détruites. Elles n'ont plus assez d'argent pour parrainer une équipe. Plusieurs entreprises décident de créer une équipe commune, le consortium « La Sportive », pour maintenir le cyclisme en vie,. Alcyon, Armor, Automoto, Clément, La Française, Gladiator, Griffon, Hurtu, Labor, Liberator, Peugeot et Thomann, équipent la moitié du peloton et contrôlent les salaires des coureurs.
Dans les Tours de France 1919, 1920 et 1921, tous les cyclistes professionnels sont parrainés par « La Sportive », et parce que les cyclistes amateurs ont peu de chance de gagner, le vainqueur du Tour appartient forcément à « La Sportive ». Eugène Christophe porte le maillot gris de « La Sportive » quand, menant le Tour de France 1919, Henri Desgrange lui octroie le premier maillot jaune.
Le consortium disparaît en 1922 lorsque les entreprises redémarrent leurs propres équipes comme Peugeot, Automoto et Alcyon. Pendant les trois années du consortium La Sportive, les sociétés membres reconstruisent leurs équipes et il est possible que des coureurs courent pour ces équipes ainsi que pour La Sportive. En 1925, l'ancienne situation des cyclistes dans des équipes sponsorisées revient sur le Tour de France

## Principaux résultats

### Classiques
- Liège-Bastogne-Liège 1920 et 1921
- Bordeaux-Paris 1919
- Paris-Roubaix 1919
- Paris-Bruxelles 1919 et 1920
- Bordeaux-Paris-Bordeaux 1920
- Paris-Brest-Paris 1921

### Courses par étapes
- Tour de Lombardie 1920
- Tour de Belgique  1919, 1920

### Bilan sur les grands tours
- Tour de France
  -  Classement général 1919, 1920 et 1921 : Firmin Lambot, Philippe Thys, Léon Scieur.

## Effectifs
- 1919
  - Honoré Barthélémy
  - Jacques Coomans
  - Hector Heusghem
  - Louis Heusghem
  - Firmin Lambot
  - Jules Masselis
  - Émile Masson
  - Louis Mottiat
  - Henri Pélissier
  - Jean Rossius
  - Léon Scieur
  - Alfred Steux
  - Philippe Thys
  - Joseph Van Daele

- 1920
  - Honoré Barthélémy
  - Jacques Coomans
  - Félix Goethals
  - Hector Heusghem
  - Louis Heusghem
  - Firmin Lambot
  - Jules Masselis
  - Louis Mottiat
  - Henri Pélissier
  - Jean Rossius
  - Philippe Thys
  - Joseph Van Daele

- 1921
  - Honoré Barthélémy
  - Léon Despontin
  - Robert Jacquinot
  - Félix Goethals
  - Firmin Lambot
  - Louis Mottiat
  - Henri Pélissier
  - Léon Scieur
  - Hector Tiberghien
  - Philippe Thys